# Siedenburg
Siedenburg er en kommune i i Landkreis Diepholz i den tyske delstat Niedersachsen. Den ligger ca. 20 km vest for Nienburg.
Siedenburg er administrationsby for amtet ("Samtgemeinde") Siedenburg som også omfatter kommunerne Borstel, Maasen, Mellinghausen og Staffhorst.

## Geografi
Siedenburg ligger mellem Naturpark Wildeshauser Geest og Naturpark Steinhuder Meer omkring midt mellem Nienburg og Sulingen.
Gennem Siedenburg løber floden Siede som byen har navn efter.